# Koopzwierpromchoza
Koopzwierpromchoza (ros. Коопзверпромхоза) – osiedle w Rosji, w obwodzie kurgańskim, w rejonie lebiażjewskim. W 2010 liczyło 15 mieszkańców.